# 李嶽鍾
李嶽鍾（1489年—？），字天毓，山西汾州人，民籍，明朝政治人物。

## 生平
正德十四年（1519年）己卯科山西鄉試第四名舉人。正德十五年（1520年）联捷庚辰科會試第二百八十二名，因武宗南征未歸，殿試推遲。正德十六年（1521年），世宗即位，行殿試，李嶽鍾登第二甲第五十九名進士。

## 家族
曾祖李文貴；祖父李林；父李廷輔，母馮氏。具庆下。弟李萬鍾。